# Pengetős hangszerek

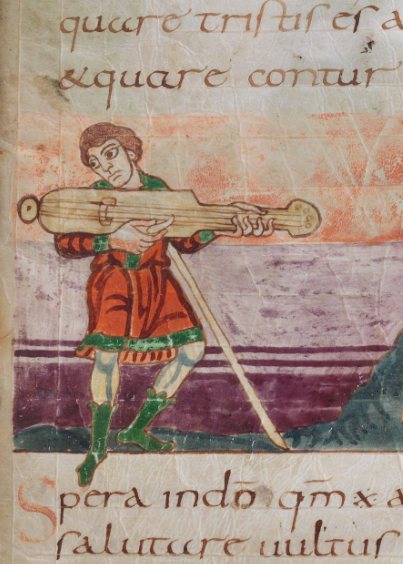
Középkori pengetős hangszer ábrázolása

A pengetős hangszerek szokásos megszólaltatási módjuk alapján különböznek más hangszerektől. A pengetés során a hangszer hangforrását alkotó rezgőképes, rugalmas testet – legtöbbször kifeszített húrt – a zenész kitéríti nyugalmi helyzetéből, majd elengedi, vagyis rugalmas potenciális energiát ad át a hangszernek. A létrejövő rezgésfolyamat csillapított, egyre csökkenő intenzitású.
A pengetős hangszereket ujjal, körömmel (pl. hárfa, klasszikus gitár), erre a célra készült eszközzel, pengetővel (pl. mandolin) vagy a csembaló esetében billentyűzettel működtetett mechanikus szerkezettel pengetik. A pengetős hangszerek fogalma alatt elsősorban a pengetéssel megszólaltatott húros hangszereket értjük, de az idiofon hangszerek között is van, amit a húrok pengetéséhez hasonló módon szólaltatnak meg, például a doromb.
A vonós hangszereket is meg lehet szólaltatni pengetéssel: az ilyen játékmód neve pizzicato.